# Schizonycha kristensi
Schizonycha kristensi är en skalbaggsart som beskrevs av Moser 1914. Schizonycha kristensi ingår i släktet Schizonycha och familjen Melolonthidae. Inga underarter finns listade i Catalogue of Life.